# Postia inocybe
Postia inocybe är en svampart som först beskrevs av A. David & Malençon, och fick sitt nu gällande namn av Jülich 1982. Postia inocybe ingår i släktet Postia och familjen Fomitopsidaceae.   Inga underarter finns listade i Catalogue of Life.